# Jurgowska Góra
Jurgowska Góra (728 m, 733 m) – wzniesienie w Pieninach Spiskich w miejscowości Dursztyn w województwie małopolskim, w powiecie nowotarskim, w gminie Nowy Targ. Znajduje się w grzbiecie głównym tych Pienin, po zachodniej stronie Gajnej Skały (776 m). Oddzielone jest od niej płytką przełęczą, spod której na północną stronę spływa dopływ Przecznego Potoku. Południowe stoki obydwu tych wzniesień opadają do doliny Przecznego Potoku. Górne partie Jurgowskiej Skały są porośnięte lasem i z wszystkich stron (z wyjątkiem grzbietu łączącego ją z Gajną Skałą) otoczone są łąkami.
Nazwa pochodzi od tego, że południowe stoki tego wzniesienia i cała górna część doliny Przecznego Potoku należała do mieszkańców spiskiego Jurgowa. Zakupili oni te tereny (tzw. Jurgowskie Hale lub Dworskie Hale), by wypasać tutaj swoje stada. Poniżej południowych stoków Gajnej Skały i Żaru, w widłach Przecznego i jego dopływu wybudowali tzw. Jurgowskie Stajnie służące bydłu i pasterzom przez sezon wypasowy.
Na Jurgowską Górę i sąsiednią Gajną Skałę nie prowadzi żaden szlak turystyczny, wejść można na nie jednak w dowolny sposób, najprościej od czerwonego szlaku turystycznego prowadzącego z Dursztyna przez Jurgowskie Hale na Żar.